# Casino Militar (Córdoba)
El Casino Militar es un edificio de carácter recreativo situado en el municipio español de Córdoba, en la provincia de Córdoba  (Andalucía). Se encuentra ubicado en la avenida República Argentina.

## Características
Obra del arquitecto Francisco Azorín, el edificio fue construido en 1930. Presenta unas líneas de carácter ordenado y racional, reflejándose en su composición el compromiso del arquitecto con el lenguaje vernáculo-historicista. Posee una altura de tres plantas que se ven rematadas por una serie de cuerpos en torreones, calados y abiertos por pórticos en arquerías. Por su parte, la cubierta incorpora un tejado de importación granadina con tejas vidriadas que alternan el blanco y el verde. Los recercados de las esquinas y la portada le otorgan una cierta grandilocuencia neobarroca.